# Metodologia agile
Con metodologia agile (o sviluppo agile del software, in inglese agile software development, abbreviato in ASD), nell'ingegneria del software, si indica un insieme di metodi di sviluppo del software emersi a partire dai primi anni 2000 e fondati su un insieme di principi comuni, direttamente o indirettamente derivati dai principi del "Manifesto per lo sviluppo agile del software" (Manifesto for Agile Software Development, impropriamente chiamato anche "Manifesto Agile") pubblicato nel 2001 da Kent Beck, Robert C. Martin, Martin Fowler e altri.
L'uso del termine agile per riferirsi a metodi di sviluppo software fu introdotto dal Manifesto Agile pubblicato nel 2001.

## Riassunto generale
I metodi agili si contrappongono al modello a cascata (waterfall model) e altri modelli di sviluppo tradizionali, proponendo un approccio meno strutturato e focalizzato sull'obiettivo di consegnare al cliente, in tempi brevi e frequentemente (early delivery / frequent delivery), software funzionante e di qualità. Fra le pratiche promosse dai metodi agili ci sono la formazione di team di sviluppo piccoli, poli-funzionali e auto-organizzati, lo sviluppo iterativo e incrementale, la pianificazione adattiva, e il coinvolgimento diretto e continuo del cliente nel processo di sviluppo.
La gran parte dei metodi agili tenta di ridurre il rischio di fallimento sviluppando il software in finestre di tempo limitate chiamate iterazioni che, in genere, durano qualche settimana. Ogni iterazione è un piccolo progetto a sé stante e deve contenere tutto ciò che è necessario per rilasciare un piccolo incremento nelle funzionalità del software: pianificazione (planning), analisi dei requisiti, progettazione, implementazione, test e documentazione.
Anche se il risultato di ogni singola iterazione non ha sufficienti funzionalità da essere considerato completo deve essere pubblicato e, nel susseguirsi delle iterazioni, deve avvicinarsi sempre di più alle richieste del cliente. Alla fine di ogni iterazione il team deve rivalutare le priorità di progetto.
I metodi agili preferiscono la comunicazione in tempo reale, preferibilmente faccia a faccia, a quella scritta (documentazione). Il team agile è composto da tutte le persone necessarie per terminare il progetto software. Come minimo il team deve includere i programmatori ed i loro clienti (con clienti si intendono le persone che definiscono come il prodotto dovrà essere fatto: possono essere dei product manager, dei business analysts, o dei clienti veri e propri).

## Il manifesto
La formalizzazione dei principi su cui si basano le metodologie agili è stata oggetto del lavoro di un gruppo di progettisti software e guru dell'informatica che si sono spontaneamente riuniti nell'Agile Alliance. Il documento finale di questo lavoro è stato poi sottoscritto da un nutrito gruppo di questi professionisti, molti dei quali hanno anche sviluppato alcune delle metodologie agili più famose.
I firmatari del Manifesto Agile sono (in ordine alfabetico): Kent Beck, Mike Beedle, Arie van Bennekum, Alistair Cockburn, Ward Cunningham (inventore di Wiki), Martin Fowler, James Grenning, Jim Highsmith, Andrew Hunt, Ron Jeffries, Jon Kern, Brian Marick, Robert C. Martin, Steve Mellor, Ken Schwaber, Jeff Sutherland, Dave Thomas.

### Obiettivi
L'obiettivo è la piena soddisfazione del cliente e non solo l'adempimento di un contratto. Il corretto uso di queste metodologie, inoltre, può consentire di abbattere i costi e i tempi di sviluppo del software, aumentandone la qualità.
Essa è esplosa proprio in concomitanza con la crisi successiva al boom di Internet prendendo spunto dai metodi applicati in piccole software house.

### Valori
I valori su cui si basa una metodologia agile che segua i punti indicati dal Manifesto Agile sono quattro.
Si ritengono importanti:
- Gli individui e le interazioni più che i processi e gli strumenti
- Il software funzionante più che la documentazione esaustiva
- La collaborazione col cliente più che la negoziazione dei contratti
- Rispondere al cambiamento più che seguire un piano

Ovvero, fermo restando il valore delle voci a destra, si considerano più importanti le voci a sinistra.

### Pratiche
Le singole pratiche applicabili all'interno di una metodologia agile sono decine e dipendono essenzialmente dalle necessità dell'azienda e dall'approccio del project manager. Nella scelta però bisogna tenere conto delle caratteristiche di ogni pratica per i benefici che apporta e le conseguenze che comporta. Ad esempio, in Extreme Programming, si supplisce alla mancanza assoluta di qualsiasi forma di progettazione e documentazione con lo strettissimo coinvolgimento del cliente nello sviluppo e con la programmazione in coppia.
Le pratiche più diffuse tra cui scegliere sono simili fra di loro e possono essere raggruppate in categorie:
- Automazione - Se l'obiettivo delle metodologie agili è concentrarsi sulla programmazione senza dedicarsi alle attività collaterali, allora queste ultime possono essere eliminate o automatizzate; la seconda soluzione è migliore perché si può, ad esempio, eliminare la documentazione aumentando il testing, ma non si possono eliminare entrambe; quindi si sceglie che strada si vuole percorrere e si fa in modo di utilizzare strumenti per automatizzare il maggior numero possibile di attività collaterali;
- Coinvolgimento del cliente - Il coinvolgimento del cliente è qui indicato singolarmente perché ci sono differenti gradi di coinvolgimento possibili; ad esempio in Extreme Programming il coinvolgimento è totale, il cliente partecipa persino alle riunioni settimanali dei programmatori; in altri casi, il cliente è coinvolto in una prima fase di progettazione e poi non più; in altri ancora il cliente partecipa indirettamente e viene usato come tester della versione rilasciata;
- Comunicazione stretta - Secondo Alistair Cockburn, probabilmente il primo teorico delle metodologie agili, questo è l'unico vero aspetto nodale che rende agile una metodologia. Per comunicazione stretta si intende la comunicazione interpersonale, fra tutti gli attori del progetto, cliente compreso. Ciò serve ad avere una buona analisi dei requisiti ed una proficua collaborazione fra programmatori anche in un ambito di quasi totale assenza di documentazione;
- Consegne frequenti - Effettuare rilasci frequenti di versioni intermedie del software permette di ottenere più risultati contemporaneamente: si ricomincia l'iterazione avendo già a disposizione un blocco di codice funzionante in tutti i suoi aspetti, si offre al cliente "qualcosa con cui lavorare" e lo si distrae così da eventuali ritardi nella consegna del progetto completo, si usa il cliente come se fosse un test visto che utilizzerà il software e riscontrerà eventuali anomalie, si ottengono dal cliente informazioni più precise sui requisiti che probabilmente non sarebbe riuscito ad esprimere senza avere a disposizione utilità e carenze del progetto;
- Cultura di Team (One-team culture) - Fondamentale nel seguire approcci Agili è la collaborazione e l'approccio mentale e pratico del team di sviluppo stesso. Il criterio di lavoro più adatto sarebbe quello di abbandonare la tradizionale blaming culture (che prevede la penalizzazione o la premiazione del singolo individuo che commetta un errore, oppure che si distinguesse dagli altri per meriti) orientandosi invece verso un modus operandi 'di gruppo', in trasparenza ed onestà, che andrà a premiare (o viceversa) il gruppo stesso unicamente sulla base del raggiungimento degli obiettivi di team (previsti per quell'intervallo temporale);
- Facilitated Workshop - Una pratica a supporto dei principi di comunicazione e collaborazione, unitamente al mantenimento del focus sugli obiettivi di business. Questa tecnica consiste nel prevedere incontri (workshop) facilitati durante il progetto: la presenza di un facilitatore neutrale (facilitator) garantirà il successo del meeting, mantenendo costantemente l'incontro in linea con i suoi obiettivi, mantenendo il contesto adatto (libertà di parola, assenza di pressioni tra i partecipanti, decisioni non forzate, ecc.), e garantendo che vengano trasmesse a tutte le parti interessate tutte le informazioni necessarie sia precedenti che derivanti (follow-up) dal workshop stesso;
- Formazione di una squadra e Proprietà del codice - La formazione del team di sviluppo è condizionata dalla scelta sulla gerarchia interna, ma segue regole precise che permettono di ottenere un team produttivo nell'ambito della metodologia scelta; la scelta dei membri del team è condizionata anche alla scelta della proprietà del codice, che può essere individuale o collettiva; nel primo caso la responsabilità sullo sviluppo è individuale, nel secondo dipende da tutto il team e quindi dal project manager;
- Gerarchia - La scelta di creare una struttura gerarchica all'interno del team di sviluppo dipende molto dall'approccio del project manager, in ogni caso si ha una conseguenza non secondaria facendo questa scelta; se si decide per una struttura gerarchica ad albero e frammentata si ottiene la possibilità di gestire un numero molto alto di programmatori e di lavorare a diversi aspetti del progetto parallelamente; se si decide per una totale assenza di gerarchia si avrà un team di sviluppo molto compatto e motivato, ma necessariamente piccolo in termini di numero di programmatori;
- Iterative development - Un'importante pratica attraverso la quale la soluzione da consegnare si evolve da quella che era soltanto "un'idea" (un concetto, una proposta, un insieme di esigenze) fino a divenire un prodotto di valore per il cliente. L'Iterative development funziona attraverso cicli di azioni/attività che non cambiano, ma che ripetendosi ciclicamente portano la soluzione 'grezza' a raffinarsi fino a diventare il prodotto finale;
- Miglioramento della conoscenza - Nata con l'avvento della programmazione Object-Oriented, non è altro che la presa di coscienza della produzione di conoscenza che si fa in un'azienda man mano che si produce codice; questa conoscenza prodotta non deve andare perduta ed è per far ciò che si sfruttano spesso le altre pratiche, come la comunicazione stretta o la condivisione della proprietà del codice;
- Modellizzazione - L'utilizzo di modelli, rappresentazioni visuali di problemi o soluzioni, tracciati, prototipi o modelli in scala (in generale) supporta le metodologie agili;
- Pair programming - Lo sviluppo viene fatto da coppie di programmatori che si alternano alla tastiera;
- Prioritization - Lo sviluppo della soluzione può cominciare solo dopo aver messo in priorità gli obiettivi, dai quali deriveranno i requirements e le features (caratteristiche o funzionalità del prodotto) da consegnare per mezzo del progetto; una pratica ben nota è la tecnica MoSCoW (Must - Should - Could - Won't have);
- Progettazione e documentazione - Pensare che le metodologie leggere eliminino la progettazione e la documentazione è un errore, in effetti non è così, le metodologie leggere introducono un'iterazione nel ciclo di vita del progetto; quanta progettazione fare e quanta documentazione produrre, escludendo i casi estremi, è una scelta lasciata a chi gestisce il progetto e spesso i teorici dell'Agile Alliance avvisano che è un errore trascurare o addirittura omettere queste due fasi;
- Refactoring - La ristrutturazione di parti di codice mantenendone invariato l'aspetto e il comportamento esterno;
- Retroingegneria - Ossia ottenere, spesso in maniera automatica, la documentazione a partire dal codice già prodotto; è una delle pratiche più diffuse e più controverse, diffusa perché permette un guadagno enorme in termini di tempo, ma controversa perché spesso la documentazione prodotta è inutilizzabile oppure è prodotta solo per una richiesta burocratica del cliente e non verrà mai realmente utilizzata;
- Semplicità - Uno dei punti chiave delle metodologie leggere, direttamente mutuato dalla programmazione Object-Oriented, è la semplicità; semplicità nel codice, semplicità nella documentazione, semplicità nella progettazione, semplicità nella modellazione; i risultati così ottenuti sono una migliore leggibilità dell'intero progetto ed una conseguente facilitazione nelle fasi di correzione e modifica;
- Test - Pratica diffusissima anche prima della nascita delle metodologie leggere, ha prodotto una letteratura vastissima ed una serie di approcci differenti come il Rapid Testing o il Pair Testing; nell'ambito delle metodologie leggere vengono spesso utilizzati insieme tre tipi di test differenti: i test funzionali, utilizzati per verificare che il software faccia effettivamente ciò che è previsto debba fare, i test unitari, utilizzati per verificare che ogni pezzo di codice funzioni correttamente, e i test indiretti effettuati inconsciamente dal cliente ogni volta che gli si consegna una versione;
- Test Driven Development - Una tipologia di approccio al Testing da eseguire durante il nostro progetto, che prevede la scelta e definizione dei veri e propri test che dovranno essere superati dal prodotto (cioè dalla soluzione e dalle sue features) prima di andare a sviluppare la soluzione stessa. Il concetto, in poche parole, è molto semplice: si vuole evitare il rischio di andare a sviluppare qualcosa che poi non si riesce a testare;
- Timeboxing - Pratica fondamentale dei metodi Agile che consiste nel suddividere il progetto in intervalli temporali ben precisi, della durata di pochi giorni o settimane -ad esempio gli Sprint (SCRUM) o le Structured Timebox (AGILEPM)- entro i quali consegnare delle features, parallelamente ad intervalli temporali di durata superiore (settimane o mesi) chiamati Incrementi, alla fine dei quali avviene la vera e propria consegna della soluzione finale, o di una parte della stessa, utilizzabile effettivamente dal cliente (che ne trarrà il valore aspettato);
- Versioning (Controllo della versione) - Una delle conseguenze dirette dell'iterazione nella produzione è la necessità di introdurre un modello, un metodo, uno strumento, per il controllo delle versioni del software prodotto e rilasciato; uno degli strumenti più diffusi e maggiormente suggeriti per ottemperare automaticamente a questa pratica è il CVS.

## Metodologie
In senso lato il termine "agile" indica tutte quelle metodologie di sviluppo leggere e flessibili, che rompono con la precedente tradizione di ingegneria del software (modello a cascata, modello a spirale, etc.) basata su una raccolta delle specifiche e su una strutturazione sequenziale dello sviluppo software.
Le metodologie agili consentono invece di rivedere di continuo le specifiche adeguandole durante l'avanzamento dello sviluppo del software, mediante un framework iterativo e incrementale, e un forte scambio di informazioni e di pareri tra gli sviluppatori e con il committente.
Esempi di metodologie e framework agili:
- Agile Unified Process,
- Adaptive Software Development,
- Crystal (famiglia),
- Dynamic Systems Development Method,
- Extreme programming,
- Feature Driven Development,
- Lean software development,
- Scrum.